# Live at Royal Albert Hall 1971
Live at Royal Albert Hall  es un álbum en directo de la banda estadounidense de rock The Byrds, publicado en 2008 a través de Sundazed Music. El concierto tuvo lugar en el Royal Albert Hall de Londres el 13 de mayo de 1971. A pesar de que las cintas originales estaban en posesión del guitarrista principal Roger McGuinn desde después del concierto, el disco representa la primera publicación oficial del mismo. Además de la edición en CD, Live at Royal Albert Hall 1971 se publicó en formato LP doble.

## Lista de canciones
1. "Lover of the Bayou" (Roger McGuinn, Jacques Levy)
2. "You Ain't Goin' Nowhere (Bob Dylan)
3. "Truck Stop Girl" (Lowell George, Bill Payne)
4. "My Back Pages" (Bob Dylan)
5. "Baby What You Want Me to Do" (Jimmy Reed)
6. "Jamaica Say You Will" (Jackson Browne)
7. "Black Mountain Rag"/"Soldier's Joy" (música tradicional, arreglos Clarence White, Roger McGuinn)
8. "Mr. Tambourine Man" (Bob Dylan)
9. "Pretty Boy Floyd" (Woody Guthrie)
10. "Take a Whiff (On Me)" (Huddie Ledbetter, John Lomax, Alan Lomax)
11. "Chestnut Mare" (Roger McGuinn, Jacques Levy)
12. "Jesus Is Just Alright" (Arthur Reynolds)
13. "Eight Miles High" (Gene Clark, Roger McGuinn, David Crosby)
14. "So You Want to Be a Rock 'n' Roll Star" (Chris Hillman, Roger McGuinn)
15. "Mr. Spaceman" (Roger McGuinn)
16. "I Trust" (Roger McGuinn)
17. "Nashville West" (Gene Parsons, Clarence White)
18. "Roll Over Beethoven" (Chuck Berry)
19. "Amazing Grace" (tradicional, arreglos Roger McGuinn, Clarence White, Gene Parsons, Skip Battin)

## Personal
The Byrds
- Roger McGuinn - guitarra, voz
- Clarence White - guitarra, voz
- Skip Battin - bajo, voz
- Gene Parsons - batería, banyo, armónica, voz

Músicos adicionales
- Jimmi Seiter - percusión